# Orquesta Filarmónica de los Países Bajos
Orquesta Filarmónica de los Países Bajos (en neerlandés: Nederlands Philharmonisch Orkest, acrónimo NedPhO) es una orquesta sinfónica de los Países Bajos con sede en Ámsterdam.

## Historia
La NedPhO se formó en 1985 a partir de la fusión de tres orquestas: la Orquesta Filarmónica de Ámsterdam, la Orquesta Sinfónica de Utrecht y la Orquesta de Cámara de los Países Bajos. La Orquesta de Cámara de los Países Bajos (en neerlandés: Nederlands Kamer Orkest, NKO) continúa dando conciertos bajo su propio nombre, junto con la NedPhO como parte de la Fundación de la Orquesta Filarmónica de los Países Bajos (Stichting Nederlands Philharmonisch Orkest), con sede en Ámsterdam. La Fundación NedPhO es la organización de orquesta más grande de los Países Bajos, con 130 músicos en plantilla.
Desde 2012, tanto NedPhO como NKO ensayan en la NedPho Koepel, una antigua iglesia convertida en una sala de ensayo. La NedPhO da conciertos en el Concertgebouw. Además, la NedPhO actualmente actúa como orquesta principal de producciones de De Nederlandse Opera (DNO). La NedPhO había ofrecido una serie de conciertos en la Beurs van Berlage hasta 2002, cuando los recortes presupuestarios provocaron el fin de esa serie. Desde 2005-06, NedPhO también ofrece una serie de conciertos en el Muziekcentrum Vredenburg de Utrecht.
El director titular de la NedPhO también es el director titular de la NKO. Hartmut Haenchen fue el primer director titular de la NedPhO, de 1985 a 2002. Continúa trabajando con la orquesta como director invitado. Yakov Kreizberg sucedió a Haenchen como director titular de la NedPhO y la NKO en 2003, ocupando ambos puestos hasta su muerte en marzo de 2011, ese mismo año estaba previsto que dimitiera de ambos puestos. En marzo de 2009, la NedPhO anunció el nombramiento de Marc Albrecht como tercer director titular de la orquesta, a partir de la temporada 2011-2012, con un contrato inicial de cuatro años. Albrecht fue nombrado paralelamente director titular de la DNO, lo que permite que NedPhO sirva como orquesta de ópera principal de la DNO. En mayo de 2016, NedPhO anunció la extensión del contrato de Albrecht hasta la temporada 2019-2020. Albrecht terminó su contrato al final de la temporada 2019-2020.
En febrero de 2018, Lorenzo Viotti dirigió por primera vez la NedPhO. En abril de 2019, fue nombrado como su próximo director titular, a partir de la temporada 2020-2021. En abril de 2023, la NedPhO anunció que el mandato de Viotti como director titular concluiría al final de la temporada 2024-2025.
La Orquesta Filarmónica de los Países Bajos ha realizado grabaciones para Pentatone, ICA Classics, Tacet, Brilliant Classics y otros.

## Directores principales
- Hartmut Hänchen (1985-2002)
- Yákov Kreizberg (2003-2011)
- Marc Albrecht (2011-2020)
- Lorenzo Viotti (2021-presente)